# Rosny-sous-Bois
Rosny-sous-Bois è un comune francese di 41 201 abitanti situato nel dipartimento della Senna-Saint-Denis nella regione dell'Île-de-France. È sede del centro nazionale di informazioni sul traffico della gendarmeria.

## Geografia fisica
Si trova a 12 km dal centro di Parigi, 9 km a sudest di Bobigny, a 7 km a ovest di Marne-la-Vallée e 4 km a nord di Fontenay-sous-Bois.

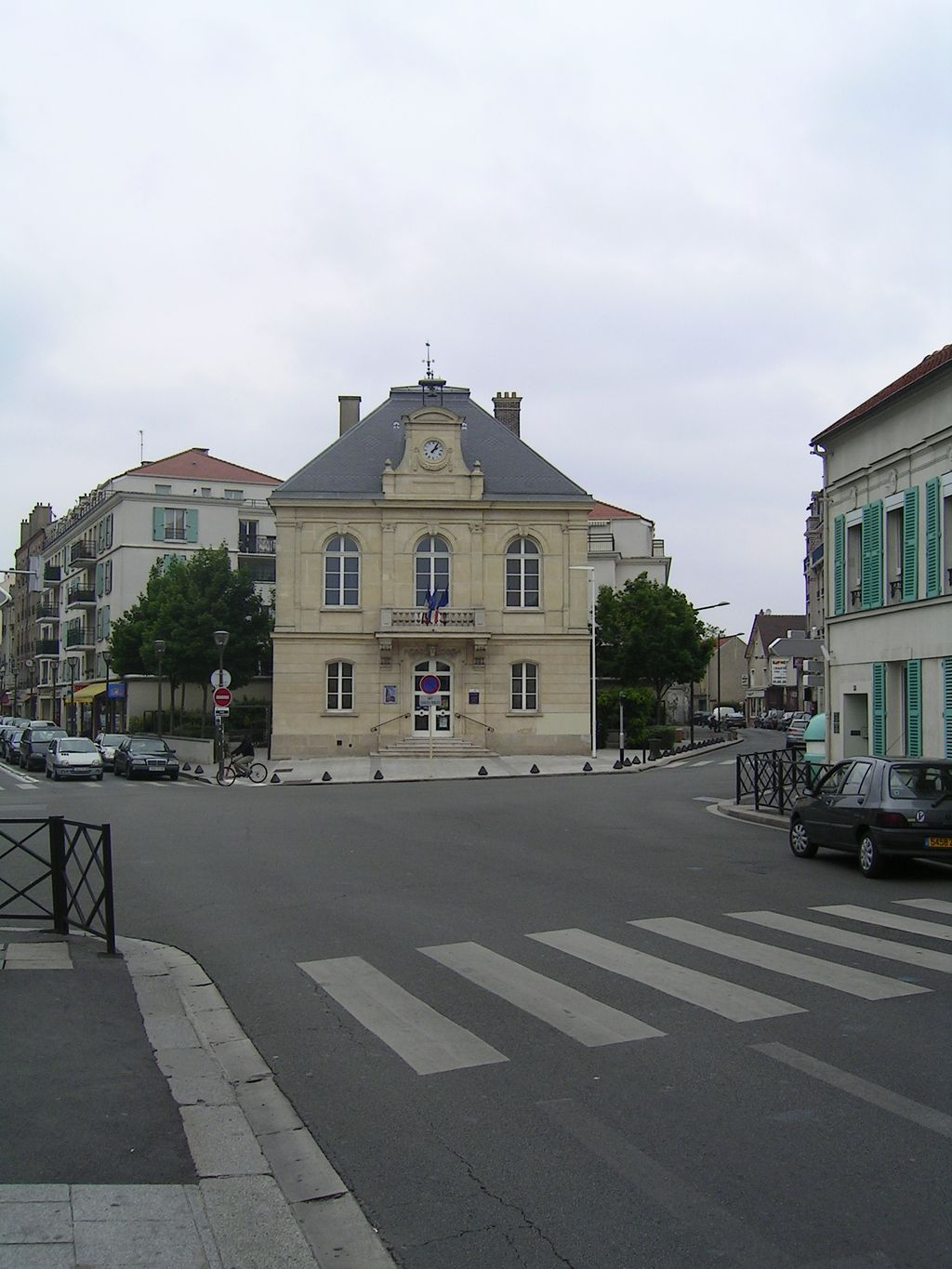
Piazza Lécrivain

Confina a nord-Ovest con Noisy-le-Sec, a nord con Bondy, a nord est con Villemomble, a sud-est con Neuilly-Plaisance, a sud-ovest con Fontenay-sous-Bois e ad ovest con Montreuil.

## Monumenti e luoghi d'interesse
- Il Forte di Rosny, che ospitava tra 1901 e 1920 il 4º reggimento di zuavi, fu costruito tra il 1840 e 1850 su ordine di Adolphe Thiers, al fine di difendere Parigi. Oggi ospita il Centre Technique et Scientifique de la Gendarmerie;
- La Cappella di Notre-Dame-de-la-Visitation, costruita nel 1969 da Jean de Mailly;
- La chiesa di Sainte-Geneviève, costruita da Claude Naissant nel 1857, edificata sulle rovine di una chiesa del XIII secolo (vi si venera un reliquiario contenente le reliquie di Santa Genoveffa).

## Società

### Evoluzione demografica
Abitanti censiti

## Geografia antropica

### Quartieri
Rosny-sous-Bois include otto distretti di grandi dimensioni: 

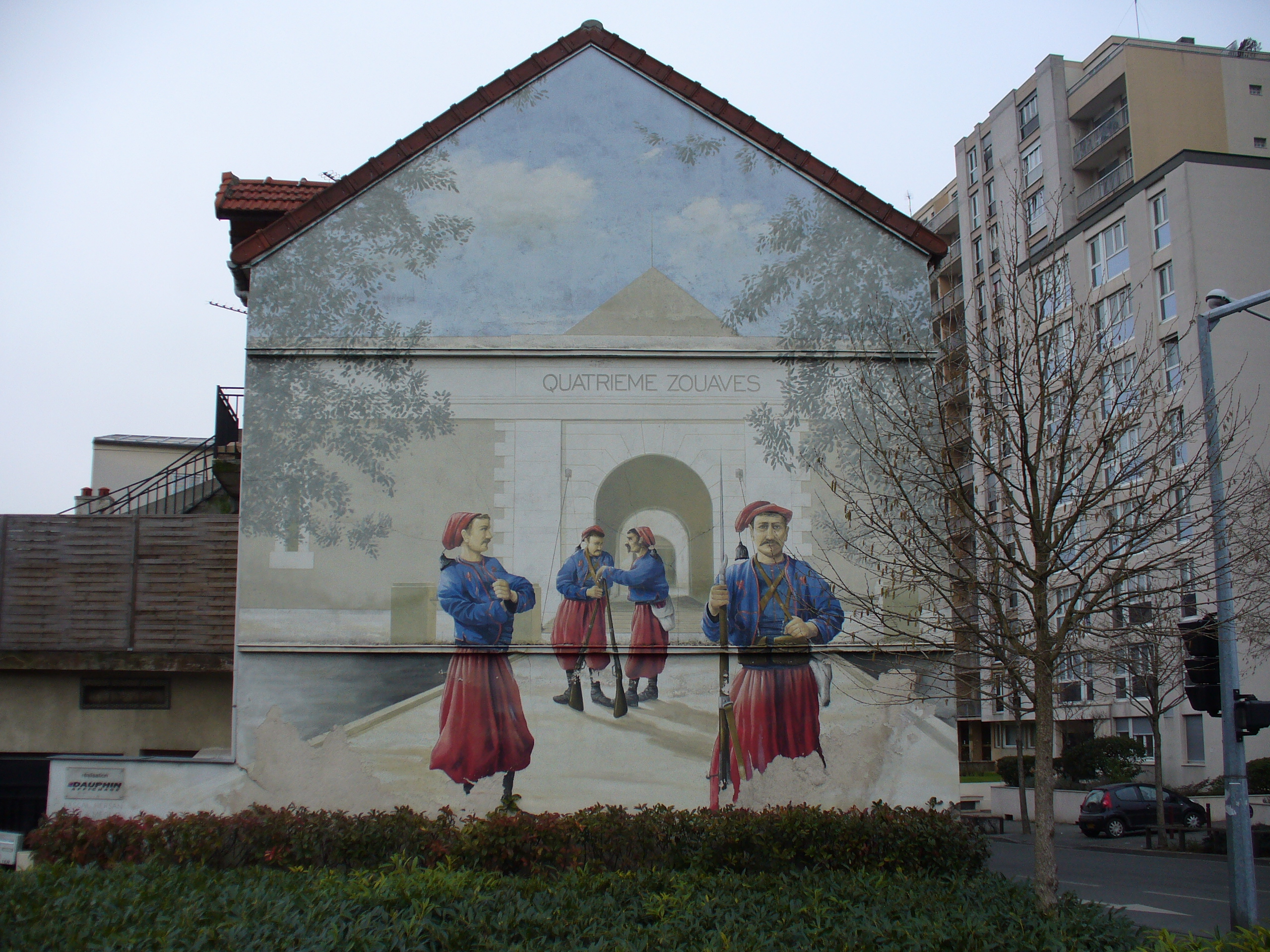
Murales dedicato agli Zuavi di Rosny

- Le Bois-Perrier / Les Marnaudes
- La Boissière
- Les Boutours
- Les Changis
- La Garenne
- La Justice
- Le Plateau d'Avron
- Le Pré-Gentil

## Infrastrutture e trasporti

### Strade
Le principali vie d'accesso alla cittadina sono le autostrade A86 e A3.

### Ferrovie
È servita da due stazioni della Linea RER E: Rosny – Bois-Perrier e Rosny-sous-Bois.

## Amministrazione

### Gemellaggi

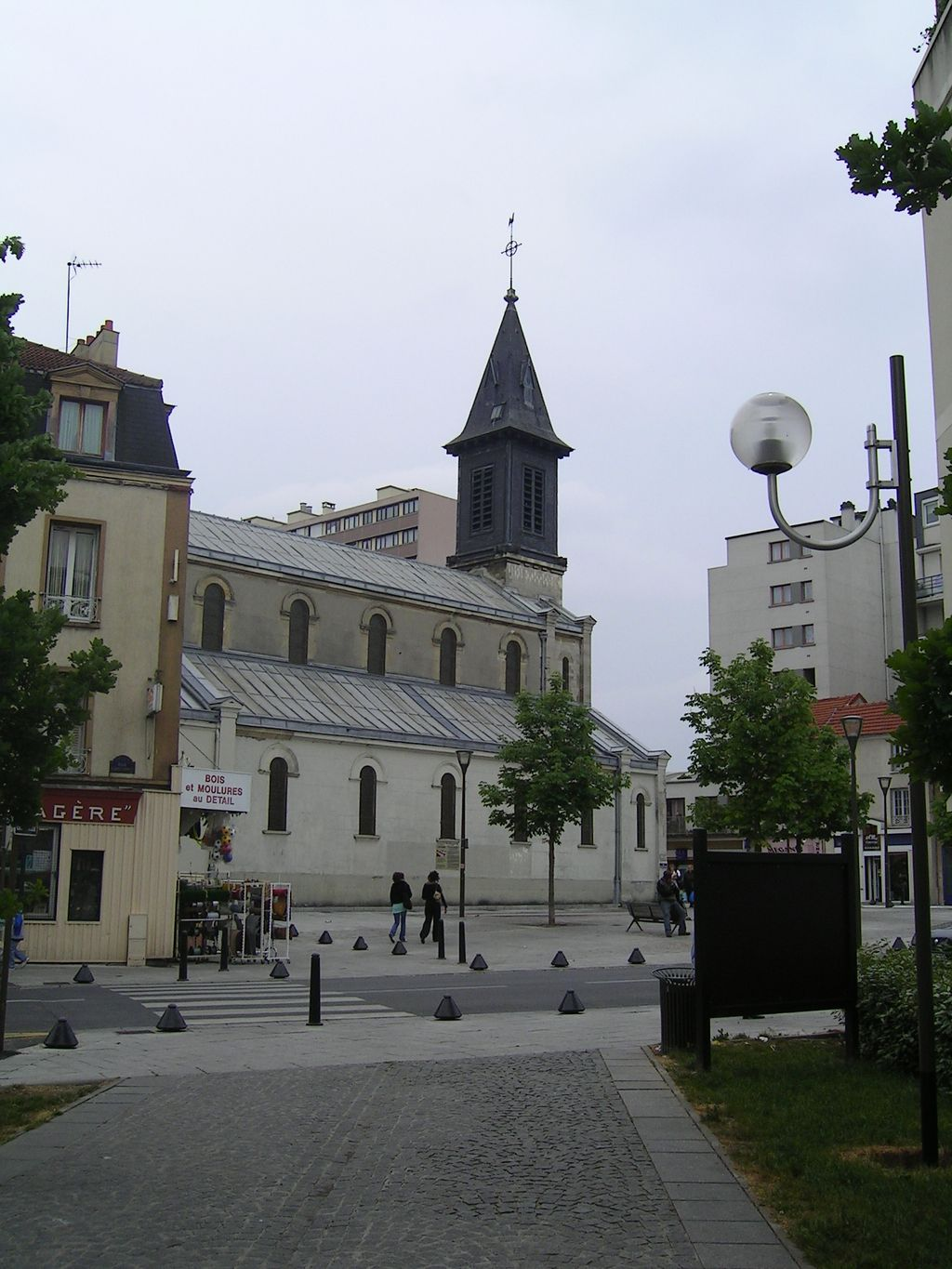
La chiesa Sainte-Geneviève

- Übach-Palenberg, dal 1990
- Distretto di Yanzhou, dal 2006
- Cotonou, dal 2006

### Salute
La città è sede di un centro sanitario municipale "Paul-Schmierer" (composto da cinque medici e diciotto medici specialistici) e la clinica "Hoffmann". Rosny-sous-Bois ha trentuno medici di medicina generale, sessantanove medici specialisti, tredici infermieri e infermiere. Tredici farmacie e tre laboratori medici sono a disposizione dei residenti.